# Sale Sharks

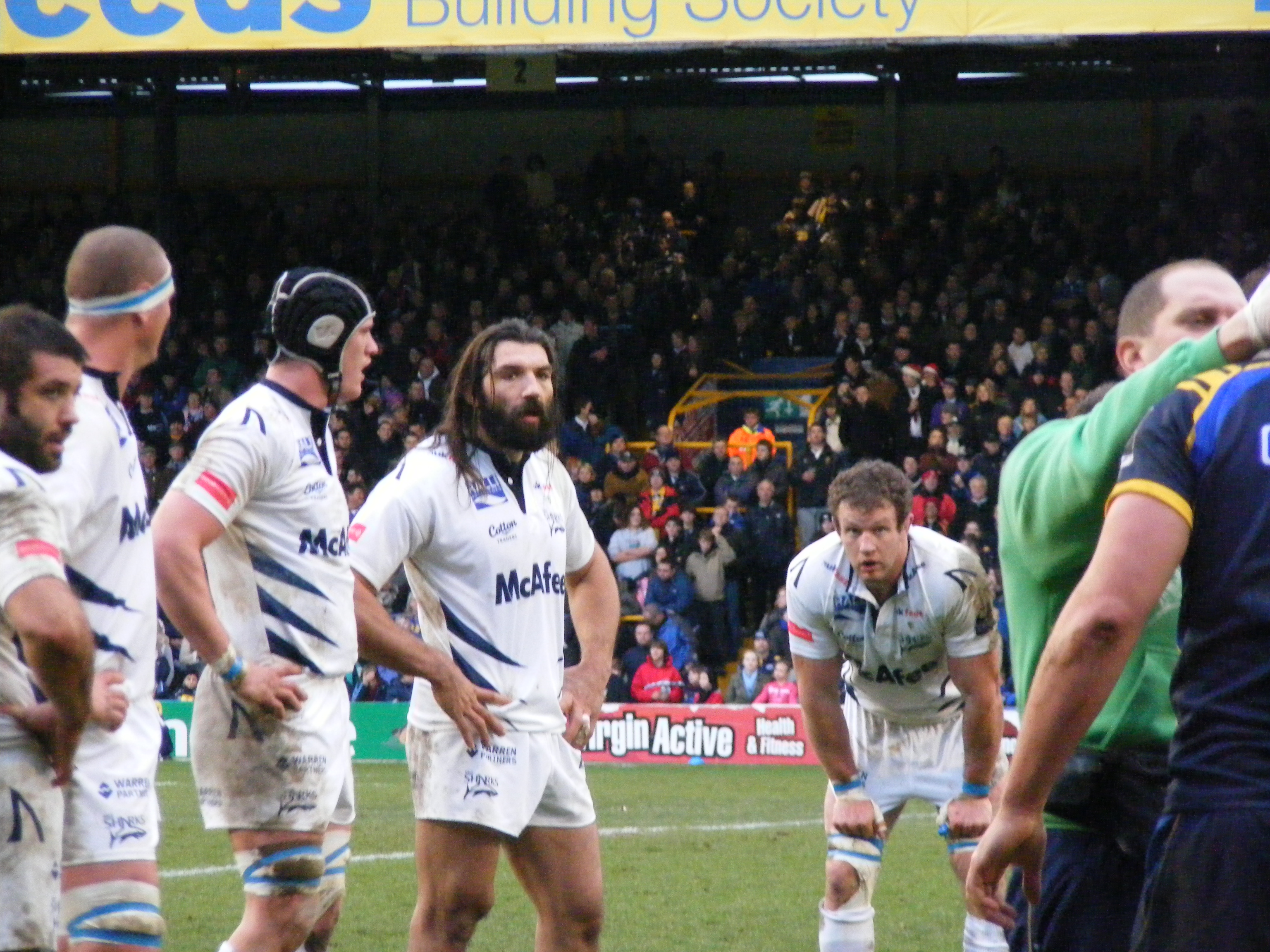
Zawodnicy Sharks w sezonie 2007/2008

Sale Sharks – jeden z najstarszych w Anglii klubów rugby union, obecnie sekcja Sale F.C. z siedzibą w Sale. Pomimo tego klub swoje mecze rozgrywa na położonym w Stockport stadionie Edgeley Park.

## Historia
Klub założono w 1861 roku, przez co jest jednym z najstarszych klubów w Anglii w swojej dyscyplinie. Jest również jednym z najbardziej utytułowanych klubów z północnej części kraju. W 1911 roku drużyna ustanowiła swoisty rekord będąc niepokonaną przez 26 spotkań, podczas których wygrała 24 i zremisowała 2 pojedynki. Sharks jest jednym z klubów-założycieli Premiership Rugby w roku 1987.
Największym sukcesem na poziomie krajowym jest wycięstwo 45:20 w finale Premiership z Leicester Tigers w 2006 roku.

## Stadion
Od roku 1905 klub rozgrywał swoje mecze na Heywood Road gdzie rozgrywał swoje mecze aż do 2012 roku kiedy klub przeniósł się na Salford City Stadium który zmienił swoją nazwę na AJ Bell Stadium w roku 2013.

## Skład 2011/2012
| Poz. |          | Zawodnik           |
| ---- | -------- | ------------------ |
| M    | Walia    | Marc Jones         |
| M    | Anglia   | Joe Ward           |
| F    |          | Tony Buckley       |
| F    | Mołdawia | Vadim Cobîlaş      |
| F    | Anglia   | Aston Croall       |
| F    | Szkocja  | Alasdair Dickinson |
| F    | Anglia   | Lee Imiolek        |
| F    | Anglia   | Andrew Sheridan    |
| F    | Anglia   | Henry Thomas       |
| Wsp  | Fidżi    | Wame Lewaravu      |
| Wsp  | Szkocja  | Fraser McKenzie    |
| Wsp  | Anglia   | Kearnan Myall      |
| Wsp  | Rosja    | Andriej Ostrikow   |
| R    | Anglia   | Mark Easter        |
| R    | Anglia   | Hendre Fourie      |
| R    | Anglia   | James Gaskell      |
| R    | Anglia   | David Seymour      |
| WM   | Walia    | Andy Powell        |
| WM   | Szkocja  | Richie Vernon      |

| Poz. |                   | Zawodnik            |
| ---- | ----------------- | ------------------- |
| ŁM   | Anglia            | Will Cliff          |
| ŁM   | Południowa Afryka | Scott Mathie        |
| ŁM   | Walia             | Dwayne Peel         |
| ŁA   | Samoa             | Tasesa Lavea        |
| ŁA   | Anglia            | Rob Miller          |
| Ś    | Anglia            | Luther Burrell      |
| Ś    | Anglia            | Andrew Higgins      |
| Ś    | Samoa             | Johnny Leota        |
| Ś    | Anglia            | Iain Thornley       |
| Ś    |                   | Kyle Tonetti        |
| Ś    | Nowa Zelandia     | Sam Tuitupou (kap.) |
| S    | Anglia            | Will Addison        |
| S    | Anglia            | Charlie Amesbury    |
| S    | Anglia            | Tom Brady           |
| S    | Anglia            | Mark Cueto          |
| O    | Walia             | Nick Macleod        |
| O    | Argentyna         | Joaquín Tuculet     |

## Trofea
- Mistrzostwo Anglii:     
  - Mistrzostwo: 2006
- Europejski Puchar Challenge:     
  - Mistrzostwo: 2002, 2005